# كأس هونغ كونغ 1998–99
كأس هونغ كونغ 1998–99 هو موسم من كأس هونغ كونغ. فاز فيه نادي جنوب الصين.